# Rocca San Felice
Rocca San Felice község (comune) Olaszország Campania régiójában, Avellino megyében.

## Fekvése
A megye délnyugati részén fekszik. Határai: Frigento, Guardia Lombardi, Sant’Angelo dei Lombardi, Sturno és Villamaina.

## Története
A település már az ókorban létezett, egy helyi istenség, Mephitisz szentélye körül alakult ki. A rómaiak i. e. 311-ben foglalták el. A longobárdok idején épült fel erődje és kezdett kialakulni a tulajdonképpeni település magja. A következő századokban nemesi birtok volt. A 19. században nyerte el önállóságát, amikor a Nápolyi Királyságban felszámolták a feudalizmust.

## Népessége
A népesség számának alakulása:

## Főbb látnivalói
- a középkori Castello (vár) romjai
- Santa Maria Maggiore-templom
- Santa Felicita-szentély